# Darío Lopilato
Darío Lopilato (Buenos Aires, 1981. január 29. –) argentin színész, a hazájában népszerű Luisana Lopilato bátyja.
Többféle filmben és sorozatban – köztük a 2002-ben készült Franco Buenaventura és El Profe („A tanár”), a 2003-as Dr. Amor („Dr. Szerelem”) és a 2004-es Culpable de este amor („A szerelem bűnösei”) címűekben – játszott, 2005-ben és 2006-ban húgával együtt szerepelt az Egy rém rendes család argentin feldolgozásának számító Casados con hijos („Házaspár gyerekekkel”) című vígjátéksorozatban, 2007. május 13-ától pedig az El Capo: mafioso contra su voluntad („A Főnök: akarata ellenére maffiózó”) című sorozatban szerepel, amelynek főszerepét Miguel Ángel Rodríguez játssza.